# Sommer-Paralympics 2024/Teilnehmer (Paraguay)
| stlisierte Goldmedaille | stlisierte Silbermedaille | stlisierte Bronzemedaille |
| ----------------------- | ------------------------- | ------------------------- |
| —                       | —                         | —                         |

Paraguay entsandte für die Paralympischen Spiele 2024 in Paris eine Leichtathletin.

## Teilnehmer nach Sportart

### Leichtathletik
| Athleten                     | Klassifizierung | Wettbewerb | Vorlauf      | Vorlauf | Finale        | Finale        | Rang |
| Athleten                     | Klassifizierung | Wettbewerb | Zeit/Weite   | Rang    | Zeit/Weite    | Rang          | Rang |
| ---------------------------- | --------------- | ---------- | ------------ | ------- | ------------- | ------------- | ---- |
| Frauen                       |                 |            |              |         |               |               |      |
| Melissa Nair Tillner Galeano | T12             | 100 m      | 15,48 s (SB) | 16      | ausgeschieden | ausgeschieden | 16   |
| Melissa Nair Tillner Galeano | T12             | 200 m      | 33,74 s (SB) | 19      | ausgeschieden | ausgeschieden | 19   |

SB: Saison-Bestleistung